# アルゴスのアーピス
アルゴスのアーピス（ギリシア語: Ἄπις、Apis）は、古代ギリシア語において「遠く離れている」ないし「梨の木の」を意味した「apios」に由来する名の、ギリシア神話に登場するアルゴスの王。英語読みでは、エイピス ([ˈeɪpɪs]) となる。

## 家族
アーピスは、ポローネウスがニュンペーのテーレディケー (Teledice)かキンナ (Cinna)、あるいはケルド (Cerdo) に産ませた子で、ニオベーの兄弟にあたる。一説には、ポローネウスとその第一夫人ペイトー（「説得」の意）の息子であり、シキュオーンのアイギアロスの兄弟であったともいう。さらにアーピスの母であった可能性がある女性として、ラーオディケー (Laodice)、ペリメーデー (Perimede) がいる。

## 統治
諸家の伝えるところでは、アーピスは紀元前1600年ころまで35年間にわたってアルゴスを統治したとされる。
アーピスは、統治においては独裁をおこない、ペロポネソスに自身の名をつけてアーピアー (Apia) と称したが、遂には息子のスパルタ王テルクシオーンが、テルキースと結んだ策謀によって殺された。アテナイのアポロドーロスによるとされる『ビブリオテーケー』は、このように述べる個所の前で、ポローネウスの子のアーピスがアイトーロスによって殺されたと記しているが、これは、このアーピスと、それとは別の、ヤソン (Jason) の子アーピスを混同したものであり、後者はアザーンの死後に行われた葬礼競技祭に参加して事故でアイトーロスに殺された。
アーピスの女きょうだいであったニオベーは、復讐し、テルクシオーンとテルキースを死に追いやった。

## セラーピス
ポローネウスの子のアーピスは、死後にセラーピス (ギリシア語: Σάραπις) という名で神として崇拝された。この混同は、その後の伝統の中でより強固なものとなっていき、やがてアーピスがアルゴス王国を弟に譲り、エジプトへ赴いて、エジプトを数年間統治したという話が生まれた。アーピスは、古代ギリシアにおける最初期の立法者のひとりとされている。これらの逸話は、エジプト神話における牛の姿で表象される神アピスの要素がアーピスの話に混入していることを示している。